# Louis Perridon
Louis Perridon (* 1. Oktober 1918 in Rotterdam, Niederlande; † 12. Dezember 2015 in Augsburg) war ein niederländischer Wirtschaftswissenschaftler. Er war Gründungspräsident der Universität Augsburg von 1970 bis 1973.

## Leben
Louis Perridon studierte Jura und Wirtschaftswissenschaften in Paris. An der Université de Bordeaux wurde er 1950 zum Dr. iur. promoviert, 1954 habilitierte er sich an der jungen Universität des Saarlandes. Er war zunächst Vizedirektor der Niederländischen Handelskammer in Paris und anschließend Attaché bei der Generaldirektion des Philips-Konzerns in Paris. 
Perridon erhielt einen Ruf an die Université de Caen Basse-Normandie in Caen, 1958 wechselte er an die Universität des Saarlandes. Nach mehreren Forschungs- und Lehraufenthalten in Pisa und Genua erhielt er 1965 an der Ludwig-Maximilians-Universität München (LMU) einen Lehrstuhl für Vergleichende Betriebswirtschaftslehre.
1970 wurde Louis Perridon Gründungspräsident der Universität Augsburg und gleichzeitig auf den Lehrstuhl für Finanz- und Bankwirtschaft berufen, den er von 1970 bis 1983 innehatte. Bereits Mitte der 1960er Jahre hatte er das Konzept für eine neue Wirtschafts- und Sozialwissenschaftliche Hochschule in Augsburg erstellt und dem bayerischen Staat vorgelegt. 1983 wurde er emeritiert, sein Nachfolger auf dem Lehrstuhl wurde Richard Stehle, gefolgt von Manfred Steiner.
Louis Perridon lebte in München.

## Wirken
Perridons Forschungsschwerpunkte waren die Internationale Vergleichende Betriebswirtschaftslehre, die Managementlehre und die Geschichte der Philosophie der Wirtschaftswissenschaften. Sein Verdienst liegt in der Verknüpfung der Wirtschafts- und Sozialwissenschaften.
2000 wurde er vom französischen Minister für Bildung, Forschung und Technologie zum „Chevalier de l'Ordre des Palmes Académiques“ ernannt, eine der höchsten Auszeichnungen für Verdienste um das französische Bildungswesen. Geehrt wurde er wegen seiner Initiative bei der 1997 erfolgten Einführung des deutsch-französischen Doppeldiplom-Studienganges „Deutsch-Französisches Management“ der Universität Rennes I und der Universität Augsburg. 2008 wurde er von der Universität Augsburg zum Amicus Universitatis ernannt. 1983 wurde er Ehrenmitglied der katholischen Studentenverbindung KDStV Algovia Augsburg im CV.

## Schriften
- Sozioökonomie, Oldenbourg 1999, ISBN 3486235516, zusammen mit Heinz Granvogl
- Finanzwirtschaft der Unternehmung, Vahlen 15. Auflage 2009, ISBN 978-3-8006-3679-2, zusammen mit Manfred Steiner u. Andreas Rathgeber
- Louis Perridon: Hochschulpolitik und Wissenschaftskonzeptionen bei der Gründung der Universität Augsburg. Ansprachen anläßlich der Feier des 65. Geburtstages des Augsburger Gründungspräsidenten Louis Perridon. Die akademische Feierstunde fand am 25. Januar 1984 statt. [Hrsg.: Präsident der Univ. Augsburg. Red.: Stephanie Domm]. Augsburg: Universität, 1984, 27 S. (Augsburger Universitätsreden; 3) – auch als PDF

## Einzelbelege
1. ↑  Traueranzeige Louis Perridon, Süddeutsche Zeitung, 19. Dezember 2015
2. ↑  „Dr. Werner Lengger: Eine kleine Geschichte der Universität Augsburg“ (Memento vom 1. Mai 2008 im Internet Archive), Universität Augsburg, 31. März 2005
3. ↑  „Palmes académiques für Professor Louis Perridon“, Universität Augsburg in Informationsdienst Wissenschaft (idw), 21. Dezember 1999

| Personendaten    | Personendaten                                                                                                   |
| ---------------- | --- |
| NAME             | Perridon, Louis                                                                                                 |
| KURZBESCHREIBUNG | niederländischer Ökonom, Professor für Betriebswirtschaftslehre und Gründungspräsident der Universität Augsburg |
| GEBURTSDATUM     | 1. Oktober 1918                                                                                                 |
| GEBURTSORT       | Rotterdam |
| STERBEDATUM      | 12. Dezember 2015                                                                                               |
| STERBEORT        | Augsburg |